# (367943) Duende
Pour les articles homonymes, voir Duende (homonymie).
(367943) Duende, désignation provisoire 2012 DA14,, est un astéroïde géocroiseur d'environ 30 mètres de diamètre et d'une masse de l'ordre de 40 000 tonnes, découvert le 23 février 2012 à l'observatoire de La Sagra, à Puebla de Don Fadrique (Grenade), en Espagne. Le 15 février 2013, cet astéroïde est passé à seulement 0,09 distance lunaire (34 000 km) du centre de la Terre.

## Risques de collision
Les risques cumulés de collision entre 2012 DA14 et la Terre sur la période 2020-2057 sont estimés à 0,021 % (1 sur 4 760). Au 6 mars 2012, les probabilités d'impact le 16 février 2020 sont d'une sur 83 000. Il est classé à -3,29 sur l'échelle de Palerme. Le risque est plus d'un millier de fois plus faible que celui estimé pour un autre géocroiseur de taille comparable dans cette période de temps. Il est classé 0 (pas de risque) sur l'échelle de Turin. S'il venait à percuter la Terre, on estime qu'il aurait un impact similaire à celui de la Toungouska, survenu le 30 juin 1908 en Sibérie centrale.

## Rapprochement avec la Terre et la Lune de 2013
2012 DA14 est passée à environ 30 000 km de la Terre et 430 000 km de la Lune.

### Caractéristiques des rapprochements

#### Rapprochement avec la Terre

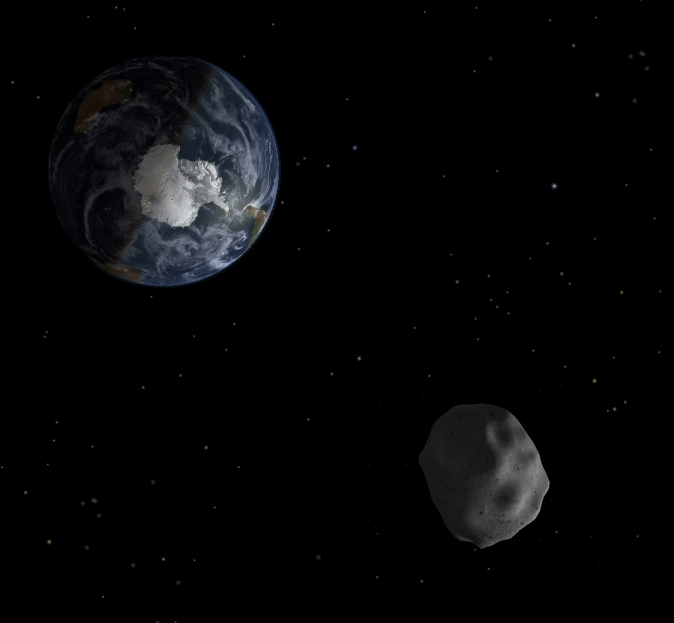
Vue d'artiste.

##### Trajectoire
Le 15 février 2013 à 19 h 25 min 49,15 s (±0,30 s) heure universelle (TU), 2012 DA14 est passé au plus près de la Terre à 0,000 227 629 7 UA (34 052,9 km) du centre de la Terre, avec une incertitude de 0,000 000 008 3 UA (1,3 km)[réf. nécessaire]. À ce moment-là, l'astéroïde était à une distance d'environ 27 700 km de la surface terrestre,, donc en dehors de l'atmosphère et bien au-delà de la limite de Roche (située à « seulement » ≈ 10 000 km du centre de la Terre (≈ 4 000 km de la surface) pour cet objet), mais plus près que les satellites artificiels en orbite géosynchrone du centre de la Terre, ou 35 786 km d'altitude, pour l'orbite géostationnaire). Initialement, en raison des incertitudes dues à l'absence de recul quant aux observations de l'orbite de cet objet (moins d'un mois), il était estimé qu'il serait également possible que l'astéroïde passe ce jour-là à 0,001 3 UA (195 000 km) de la Terre,.
L'astéroïde a survolé notre planète du sud vers le nord en passant au-dessus de l'hémisphère plongé dans la nuit[réf. nécessaire]. Par ailleurs 2012 DA14 est demeuré hors du cône d'ombre de la Terre tout au long de son trajet, le laissant donc continuellement éclairé par le Soleil et donc en théorie observable aux instruments. La vitesse de l'objet était d'environ 7,8 km/s, soit 28 000 km/h. À son périgée, il était pratiquement à la verticale de l'Indonésie.

##### Visibilité
L’astéroïde n'était pas visible à l'œil nu mais atteignit un pic de magnitude apparente de 7,4 à son périgée, le rendant visible avec de simples jumelles. Les endroits les plus propices pour l'observation au moment de la plus grande proximité étaient l'Indonésie (l'île de Sumatra se trouvant au plus proche de la verticale du périgée), l'Europe de l'Est, l'Asie et l'Australie,.
L'Asie et l'Australie furent les premières régions à pouvoir observer le passage de l'astéroïde. Plusieurs observatoires australiens visionnèrent d'ailleurs son passage[réf. nécessaire]. Il ne devint visible d'Europe qu'après son périgée[réf. nécessaire]. En Amérique et dans l'Océan Pacifique, les observations furent beaucoup plus difficiles[réf. nécessaire]. En effet, le temps que la Terre tourne suffisamment pour que ces régions soient orientées vers l'astéroïde, celui-ci s'était déjà trop éloigné et était redevenu trop peu brillant.
Étant donné son faible diamètre (une cinquantaine de mètres), 2012 DA14 n'était dans tous les cas qu'un point de lumière même pour les plus grands télescopes[réf. nécessaire], rendant donc impossible l'observation de détails sur la surface de l'astéroïde. Cependant, étant donné sa vitesse relative importante, son déplacement apparent approcha un degré par minute (plus précisément de 1,5 diamètre lunaire par minute) au périgée, suffisamment important pour être perceptible pendant quelques heures[réf. nécessaire]. Cependant la vitesse apparente de l'astéroïde diminua rapidement, atteignant 30' d'arc (un diamètre lunaire) par minute vers 21 h 0 TU (soit une heure et demie seulement après le périgée) puis devenant de plus en plus faible.

#### Rapprochement avec la Lune
Le 16 février 2013 à 0 h 41 min 37,84 s (±0,26 s) heure universelle (TU), 2012 DA14 est passé au plus près de la Lune à 0,002 736 857 UA (409 428,0 km) du centre de la Lune, avec une incertitude de 0,000 000 019 UA (2,9 km)[réf. nécessaire]. À ce moment-là, l'astéroïde se trouvait à une distance d'environ 406 000 km de la surface lunaire.

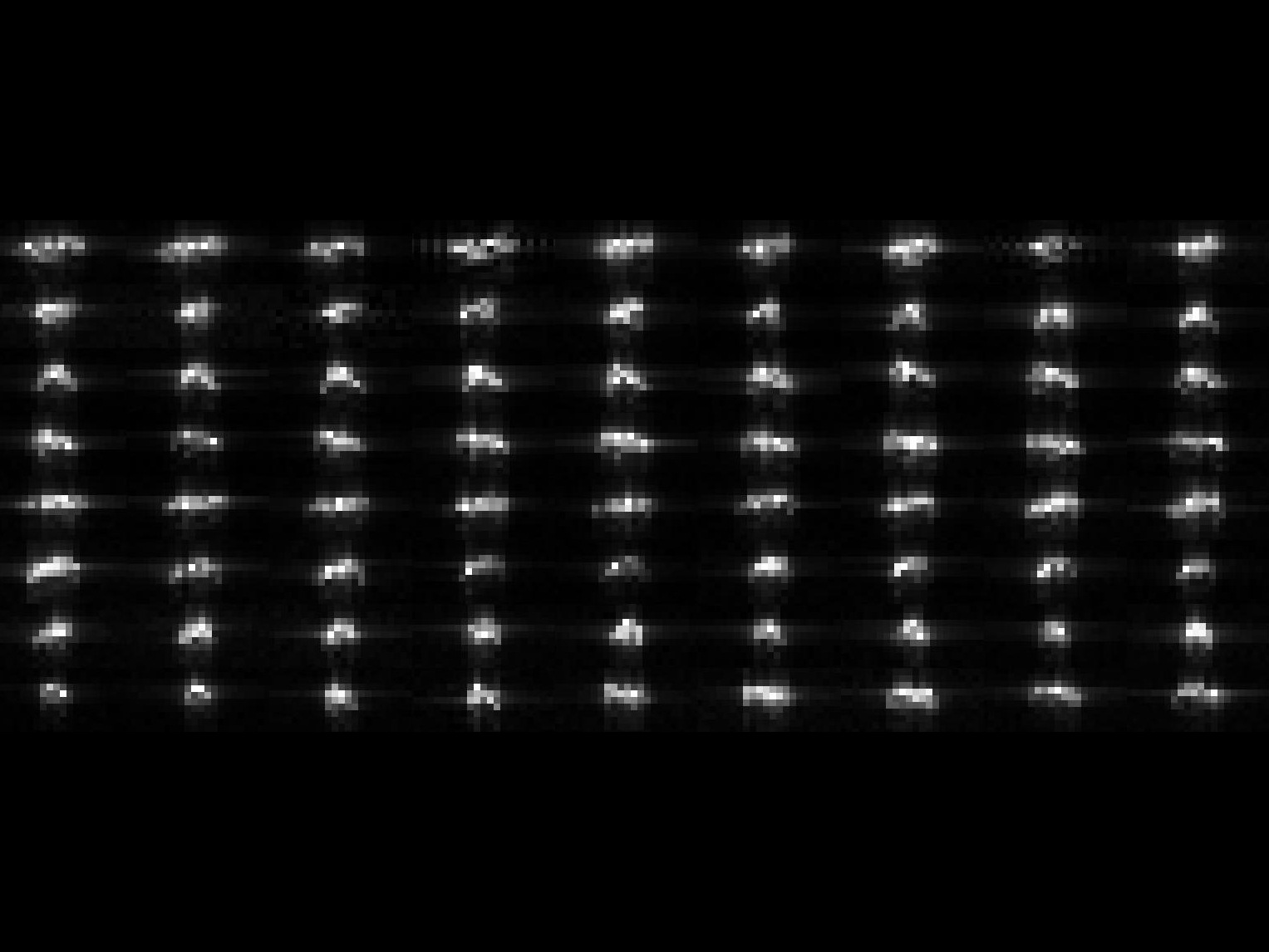
Image radar de 2012 DA_{14}

#### Observations
Le Centre de Communications Spatiales Longues Distances de Goldstone a observé 2012 DA14 du 16 au 20 février 2013.

### Coïncidence avec le météore de Tcheliabinsk

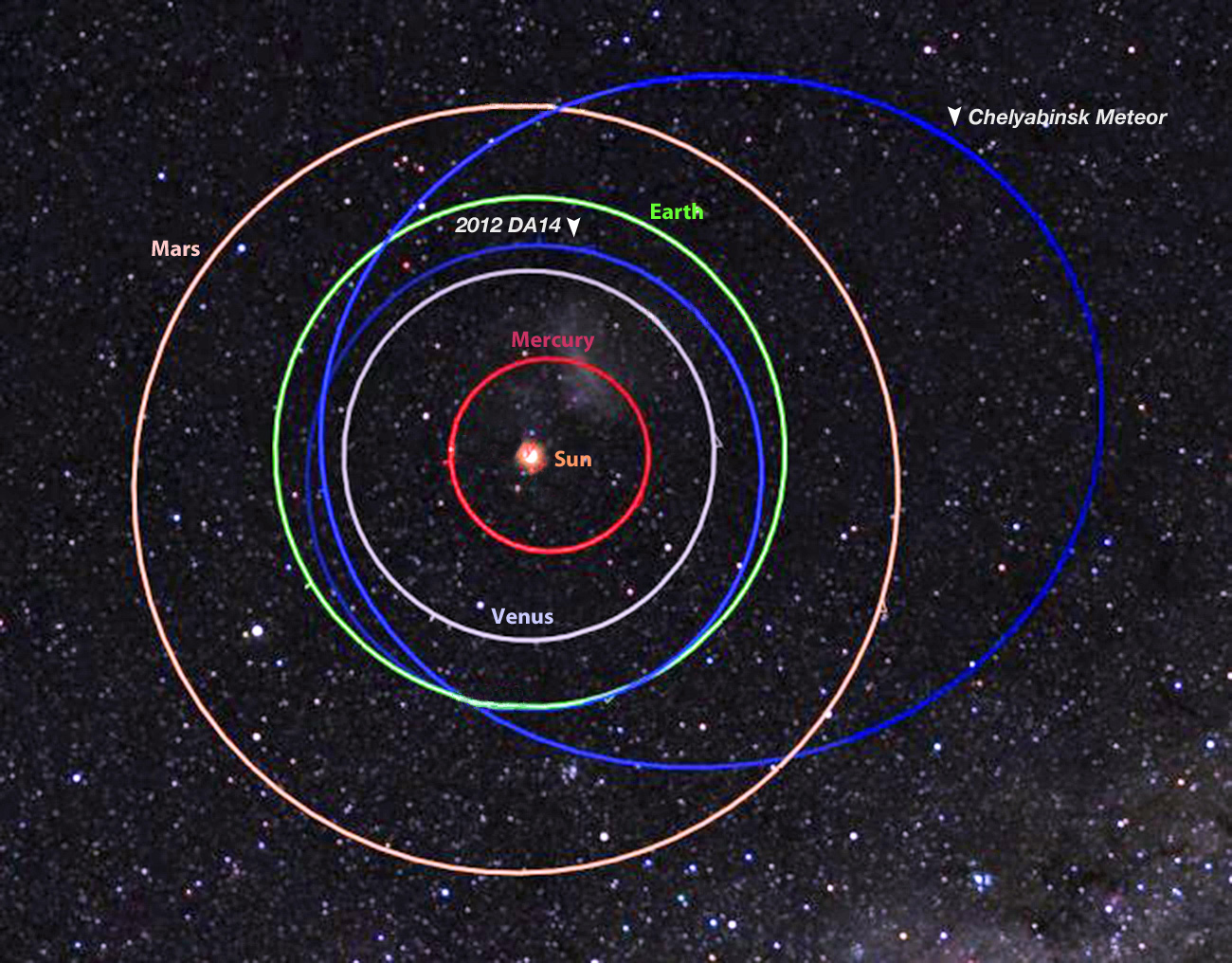
Comparaison des orbites des deux objets (en bleu). Celle du bolide de Tcheliabinsk s'étend au-delà de celle de Mars. L'orbite de la terre est en vert.

L'entrée atmosphérique du météore de Tcheliabinsk, dans le sud de l'Oural en Russie, s'est produit le 15 février 2013, alors que 2012 DA14 approchait de la Terre. Néanmoins, les deux évènements ne sont pas corrélés car ils ont surgi des deux hémisphères opposés de l'espace[réf. nécessaire]et à environ 16 heures d'intervalle, temps durant lequel la Terre a parcouru 1,7 million de kilomètres sur son orbite. Pour que ces deux évènements eussent été liés, il aurait fallu qu'ils fussent issus d'une même orbite croisant celle de la Terre (et donc de même vitesse) et espacés dans le temps de quelques minutes seulement (10 minutes au maximum), le premier frappant la Terre, le second la manquant de 27 700 km par exemple, cas de 2012 DA14. Il s'agit d'un exemple de synchronicité, principe de psychologie analytique[réf. nécessaire] qui fait associer deux événements similaires mais n'ayant aucun rapport de causalité.

### Conséquence des rapprochements
Le passage de 2013 a réduit la période orbitale de 2012 DA14 de 366 jours à 317 jours,. Les perturbations lors de ce passage rapproché ont fait passer l’astéroïde de la classe Apollon à la classe Aton. La Terre et la Lune, respectivement 40 à 50 millions de milliards (4-5 × 1016) et 500 à 600 mille milliards (5-6 × 1014) de fois plus massives que l'astéroïde, n'ont vu leurs orbites affectées que de façon infiniment faible (le calcul théorique donne des valeurs de l'ordre de quelques micromètres et quelques centaines de micromètres respectivement), absolument indétectable et sans effet sur la planète et son satellite[réf. nécessaire].
Le tableau suivant présente l'ensemble des modifications orbitales engendrées par ce passage.
|                            | Avant le passage       | Après le passage                                                    |
| catégorisation             | Apollon                | Aton                                                                |
| époque                     | 30 septembre 2012      | 18 avril 2013                                                       |
| demi-grand axe             | 1,001 ua 150 × 106 km  | 0,9103 ua 136 × 106 km                                              |
| périhélie                  | 0,8935 ua 134 × 106 km | 0,8289 ua 124 × 106 km                                              |
| aphélie                    | 1,110 ua 166 × 109 km  | 0,9917 ua 148 × 106 km                                              |
| excentricité               | 0,1081                 | 0,08940                                                             |
| période de révolution      | 366,2 d                | 317,242 d                                                           |
| inclinaison                | 10,33°                 | 11,608°                                                             |
| nœud ascendant             | 147,2°                 | 146,996°                                                            |
| argument du périhélie      | 271,0°                 | 195,535°                                                            |
| anomalie moyenne           | 299,9°                 | 231,10°                                                             |
| déplacement moyen          | 0,9831°/d              | 1,1348°/d                                                           |
| date du prochain périhélie | -                      | 2456514,09 ± 0,001249 9 août 2013 à 14 h 12 min 42,2 s ± 1 min 48 s |

## Rapprochements futurs
Le prochain passage notable aura lieu le 15 février 2046 à 6 h 28±1 TU. L’astéroïde sera alors au plus près à environ 0,014 9 ua (2,2 millions de kilomètres) du centre de notre planète. D'après les estimations actuelles sur la période 1913-2137, le passage du 15 février 2013 restera le plus rapproché de cette période.